# Matthias Steinl

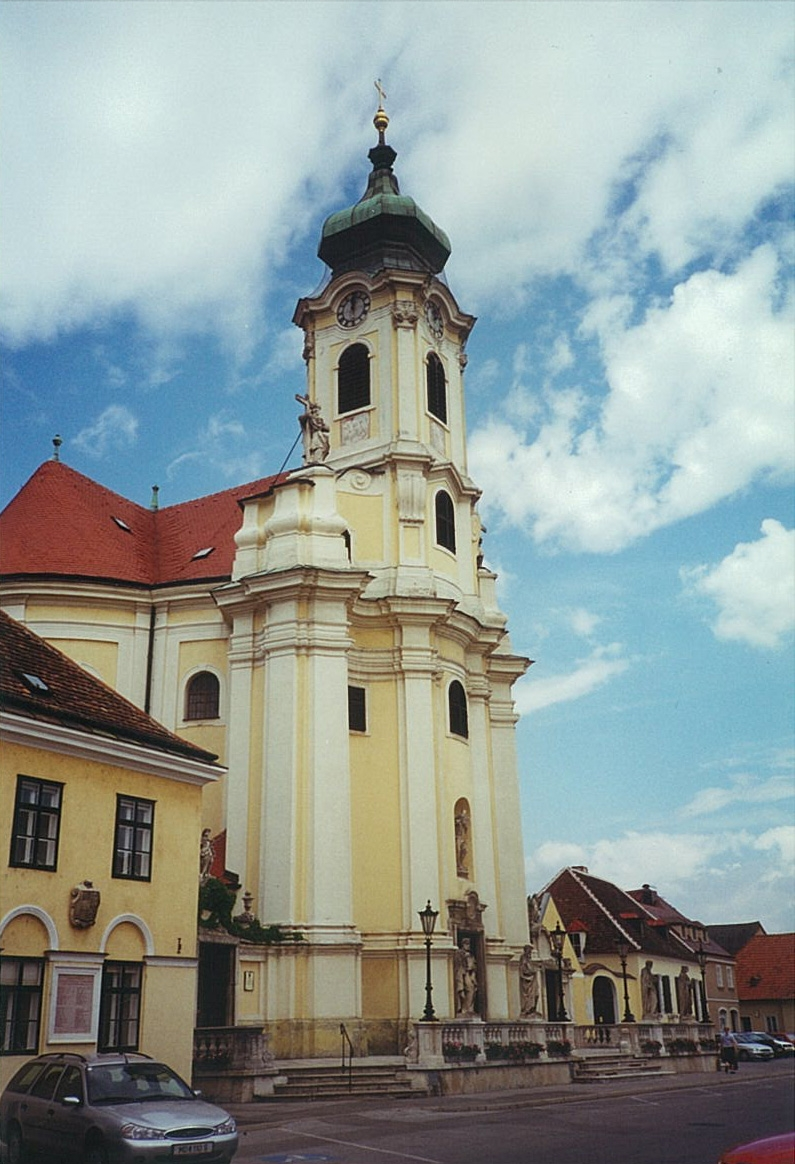
Laxenburger Kirche

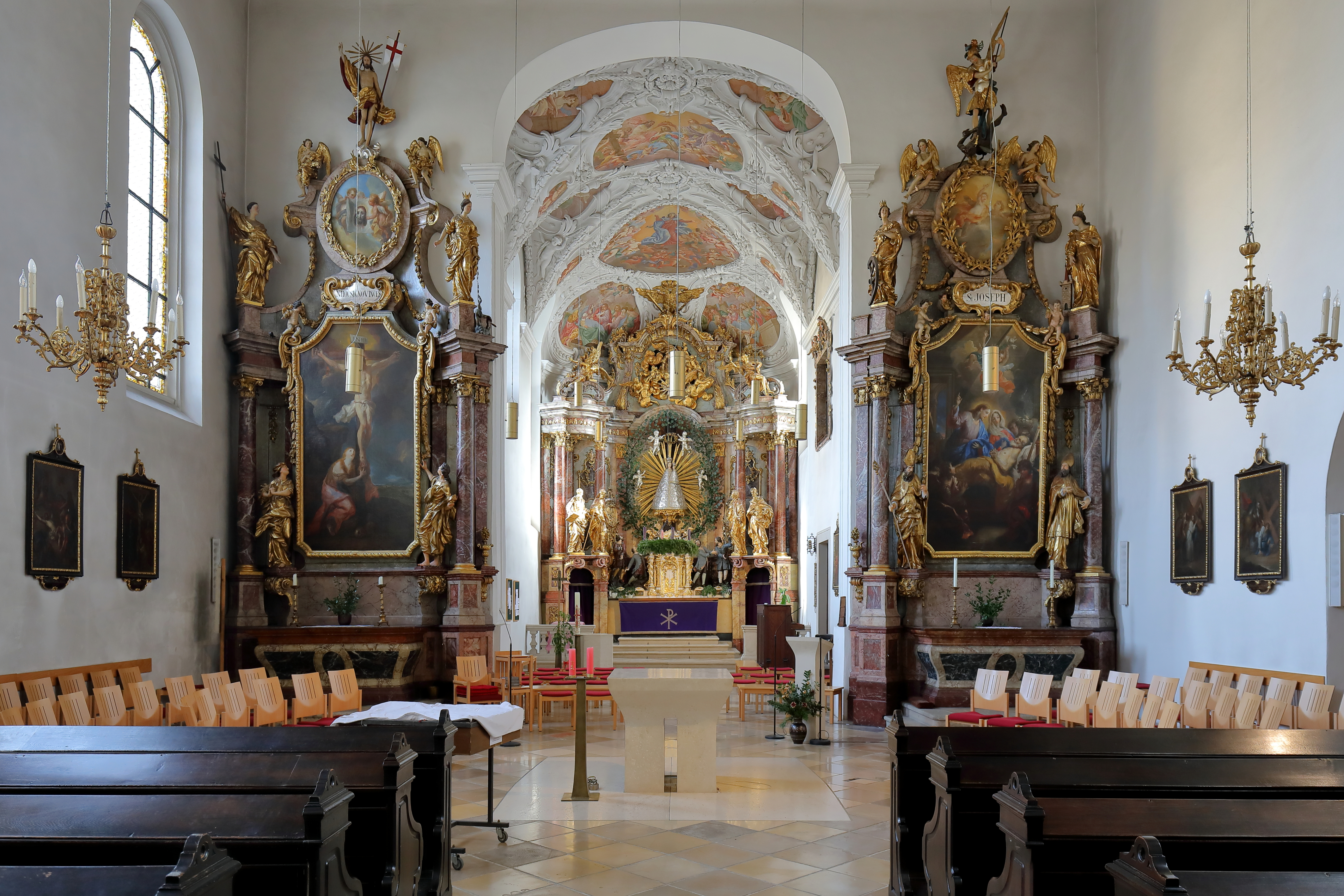
Der Hoch- und die zwei Seitenaltäre der Pfarrkirche Maria Hietzing nach Entwürfen von Steinl

Matthias Steinl oder Steindl (* um 1644; † 18. April 1727, am 19. April in St. Dorothea in Wien bestattet) war ein österreichischer Architekt und Bildhauer. Er war einer der ersten, der den Stil des Hochbarock in Österreich etablierte.

## Leben
Vermutlich aus dem Salzburgischen stammend, ist er seit 1682 in Breslau nachgewiesen, wahrscheinlich wurde er vom dortigen Fürstbischof nach Wien empfohlen. 1688 wurde er Kaiserlicher Kammerbeinstecher.
Sein (urkundlich nicht gesicherter) erster architektonischer Auftrag bei Wien war die Pfarrkirche von Laxenburg (von Carlo Antonio Carlone übernommen), mit der er ab 1703 den ersten hochbarocken Bau nördlich der Alpen mit geschwungenen Fassadenelementen verwirklichte.
Seine architektonischen Entwürfe wurden hauptsächlich von Joseph Munggenast verwirklicht, mit dem er, so wie mit dessen Onkel Jakob Prandtauer, oft zusammenarbeitete. Zu diesen Werken zählt der Turm von Stift Dürnstein (1718) sowie von Stift Zwettl (1722).
Von seinem bildhauerischen Werk sind vor allem seine Reiterstatuetten von Leopold I. und Joseph I. in der Kunstkammer Wien berühmt, welche die beiden Kaiser als Kämpfer gegen die Türken zeigen: die Komposition ist dynamisch und spannungsgeladen.
Daneben sind noch seine Entwürfe für Altarräume und Chorgestühle (etwa für die Pfarrkirche Maria Hietzing, die Peterskirche in Wien und die Stiftskirche Klosterneuburg) zu erwähnen, die ein am Theater geschultes stark räumliches Aufbaukonzept verraten. Im Jahre 2010 wurde eine Elfenbeingruppe Pluto entführt Proserpina aus der Zeit um 1700 in München im Kunsthandel versteigert.

## Realisierungen
- 1707/1708–1712: Klosterkirche der Karmelitinnen, St. Pölten